# 桑皮特县 (犹他州)
桑皮特县（英語：Sanpete County）是美国犹他州中部的一個郡，面積4,113平方公里。根據2020年美國人口普查，共有人口28,437人。縣治曼泰，最大城市為以法蓮（Ephraim）。該縣成立於1850年，縣名是一位名為Sanpitch的猶他族酋長的變形。